# CRUISE (中森明菜のアルバム)
『CRUISE』（クルーズ）は、日本の歌手中森明菜の14作目のスタジオ・アルバム。このアルバムは1989年7月25日にワーナー・パイオニア（現：ワーナーミュージック・ジャパン）よりリリースされた (LP: 25L1-80, CT: 25L4-80, CD: 29L2-80, GOLD CD: 36L2-5103)。

## 背景と構成
『CRUISE』は、中森がワーナー在籍時に発表した最後のスタジオ・アルバムで、1989年7月25日にLP (25L1-80)とカセット (25L4-80)とCD (29L2-80)とGOLD CD (36L2-5103)の4形態で同時発売された。
収録曲は、ミディアムやスローテンポの楽曲で構成された内容となっている。また『ザテレビジョン』は、シングル「LIAR」同様に ″ロスト・ラブ″ を歌ったバラード中心の内容と指摘している。それまでのシングル候補の曲を集めたもので、『Stock』のバラード編といった感じであると、当時のファンクラブ「MILKY HOUSE」の会報にて説明されていた。
アルバム・タイトルの ″CRUISE″ は、″巡航″、″航海″ を意味する。ちなみに、中森は当時トム・クルーズの大ファンであったという背景もあり、ダブル・ミーニングという訳ではないが、タイトルはすんなり決まったという。レコーディングは、1989年4月3日から1989年4月4日にかけてニューヨークのザ・ヒット・ファクトリーで行われた。また、本作との連動企画として、中森が編集長を務めたマガジン・タイプのファッションブック『CRUISE 中森明菜ファッションブック』（ほんの木）が、本作より1か月余り早い1989年6月16日に発売されている。撮影は塚田和徳の手によって、パリ、ロンドン、ニューヨーク、東京の4都市で行われ、その素材は本作のジャケットにも使用された。
アルバムの特典には、カラー・ポスターに加え、LPの初回プレス分のみポートレートが2種類封入された。LP盤でのリリースは本作が最後となっており稀少盤である。そのために発売から30年経った現在も中古レコード市場やオークションなどではプレミア価格で取引されている。また、CDは国内プレス盤に加えてUSプレス盤も存在している（カタログ番号は同じ29L2-80）。
CD-BOX『リプリーズ・パーフェクト・コレクション1982～1991』の中に収録されている本アルバムの楽曲は、ミックス違いがあったり（「URAGIRI」など イントロ部分で確認できる）、エンディングが再編集されている（「赤い不思議」「風は空の彼方」などに顕著である）。また「LIAR」においては、シングル・ヴァージョンは収録されているが、アルバム・ヴァージョンは収録されていない。

## シングル
「LIAR」が、本作からのリード・シングルとして1989年4月25日に発売された。中森にとって通算23枚目のシングルとなったこの楽曲は、1989年のオリコン年間シングルチャートでトップ30入りした。本作ではこの楽曲はアルバム・バージョンで収録され、4曲目に配置された。

## 批評
『CDジャーナル』は本作について、アップ・テンポな楽曲はなく、入念なアレンジによる揺るぎない深みのある出来と指摘し、さらに「テンションの高さは半端じゃなくて、他人事のようによそよそしいクールな歌唱に、時折のぞく激しさが聴き物。」と批評した。批評家の堤昌司は、シングル「LIAR」のレビューの中で本作について言及し、「試行錯誤の末にたどり着いた到達点とまではいわなくても、良質なポップス・アルバムとして再評価されるべきかもしれない。」と評した。

## チャート成績
『CRUISE』は、オリコン週間アルバムチャートの1989年8月7日付で初登場し、最高順位1位を記録した。以降1989年8月21日付まで3週連続で1位を獲得した。同チャートの100以内においては、計14週に渡ってランクインしている。別集計となったGOLD CD盤 (36L2-5103)は、1989年8月7日付の同チャートで最高順位4位を記録し、100以内には計8週に渡りランクインした。メディア別ではLP盤、CD盤、CT盤共にオリコンの週間LP、CD、カセットチャートで最高順位1位を記録し、100以内にはそれぞれ、計15週、計13週、計17週に渡ってランクインした。1989年度のオリコン年間アルバムチャートでは、31位を記録した。
中森はデビューした1982年からこの1989年の8年間連続でのアルバム首位記録を獲得した。

## 収録曲

### CD
| #         | タイトル                       | 作詞         | 作曲           | 編曲       | 時間  |
| --------- | ------------------------------ | ------------ | -------------- | ---------- | ----- |
| 1.        | 「URAGIRI」                    | 松本一起     | 井上大輔       | 武部聡志   | 4:45  |
| 2.        | 「赤い不思議」                 | 小坂明子     | 小坂明子       | 椎名和夫   | 3:46  |
| 3.        | 「さよならじゃ終わらない」     | 松井五郎     | 玉置浩二       | 武部聡志   | 3:41  |
| 4.        | 「LIAR」(アルバム・バージョン) | 白峰美津子   | 和泉一弥       | 西平彰     | 4:32  |
| 5.        | 「乱火」                       | 大津あきら   | 鈴木キサブロー | 馬飼野康二 | 4:28  |
| 6.        | 「Close Your Eyes」            | 有川正沙子   | Osny S. Melo   | 中村哲     | 3:36  |
| 7.        | 「Standing in Blue」           | SHOW         | Osny S. Melo   | 中村哲     | 5:31  |
| 8.        | 「風は空の彼方」               | Qumico Fucci | Nick Wood      | 西平彰     | 4:37  |
| 9.        | 「SINGER」                     | SHOW         | Osny S. Melo   | 中村哲     | 4:29  |
| 10.       | 「雨が降ってた…」              | 岩里祐穂     | 上田知華       | 若草恵     | 5:05  |
| 合計時間: | 合計時間:                      | 合計時間:    | 合計時間:      | 合計時間:  | 44:30 |

## クレジット
- 録音: ザ・ヒット・ファクトリー[2]
- 撮影: 塚田和徳[2]
- ディレクター: 藤倉克己、平井哲之[24]
- ミキサー: 中村充時、後藤昌司[24]

## リリース履歴
| 発売日        | レーベル                       | 規格                       | 品番       | 備考                                                 |
| ------------- | ------------------------------ | -------------------------- | ---------- | ---------------------------------------------------- |
| 1989年7月25日 | ワーナー・パイオニア           | LP                         | 25L1-80    |                                                      |
| 1989年7月25日 | ワーナー・パイオニア           | CT                         | 25L4-80    |                                                      |
| 1989年7月25日 | ワーナー・パイオニア           | CD                         | 29L2-80    |                                                      |
| 1989年7月25日 | ワーナー・パイオニア           | CD                         | 36L2-5103  | ゴールドディスク完全限定盤                           |
| 1991年7月17日 | ワーナーミュージック・ジャパン | CD                         | WPCL-428   | 廉価盤、紙帯                                         |
| 2006年6月21日 | ワーナーミュージック・ジャパン | CD、デジタル・ダウンロード | WPCL-10292 | 紙ジャケット仕様完全生産限定盤                       |
| 2006年8月16日 | ワーナーミュージック・ジャパン | デジタル・ダウンロード     | N/A        | [ 25 ]                                               |
| 2012年8月22日 | ワーナーミュージック・ジャパン | SACD/CDハイブリッド        | WPCL-11150 | 紙ジャケット仕様完全生産限定盤                       |
| 2014年1月29日 | ワーナーミュージック・ジャパン | CD                         | WPCL-11735 | 廉価盤、赤帯                                         |
| 2018年7月4日  | ワーナーミュージック・ジャパン | LP                         | WPJL-10099 | 高音質180g重量盤                                     |
| 2024年2月21日 | ワーナーミュージック・ジャパン | 2CD                        | WPCL-13535 | オリジナル・カラオケ付、2024ラッカーマスターサウンド |
| 2024年2月21日 | ワーナーミュージック・ジャパン | LP                         | WPJL-10210 | 完全生産限定カラー盤                                 |